# Look-down/shoot-down
Als Look-down/shoot-down Capability (oder Tiefsichtfähigkeit) bezeichnet man die Fähigkeit eines Puls-Doppler-Radars (ein Typ von aktiven Radars in Militärflugzeugen) Kontakte auch unterhalb der eigenen Flughöhe erfassen zu können. Die Signalverarbeitung bedient sich dabei des Doppler-Effektes, wodurch das Radar in der Lage ist, die Radarechos sich bewegender Objekte (vorzugsweise anderer Flugzeuge) von durch Bodenreflexion erzeugten Radarechos zu unterscheiden.
Häufig ist das Puls-Doppler-Radar vom Piloten entsprechend konfigurierbar, da es naturgemäß einen Zusammenhang zwischen der Aktualisierungsfrequenz und der Größe des Radarkegels gibt. Ein größerer Kegel braucht länger, um vollständig abgetastet zu werden und umgekehrt.